# Jadwiga Jurkszus-Tomaszewska
Jadwiga Jurkszus-Tomaszewska (ur. 13 września 1918 w Sankt-Petersburgu, zm. 11 października 1996 w Toronto) – polska pisarka, reporterka, krytyk literacki.

## Życiorys
Ukończyła gimnazjum w Nowogródku, na następnie studiowała filologię polską na Uniwersytecie Stefana Batorego w Wilnie. Na początku 1940 przedostała się do Warszawy, pracowała w Radzie Głównej Opiekuńczej pomagając uchodźcom ze wschodniej i zachodniej Polski. Równocześnie studiowała na tajnych kompletach Uniwersytetu Warszawskiego z zakresu dziennikarstwa, współpracowała z konspiracyjną prasą oraz była łączniczką w szeregach Armii Krajowej używając pseudonimów Wiśka, Ada, 909. Również jako łączniczka I Oddziału Organizacyjnego Komendy Głównej Armii Krajowej uczestniczyła w powstaniu warszawskim, po jego upadku została aresztowana i uwięziona w obozie jenieckim. Po zakończeniu działań wojennych podjęła decyzję o pozostaniu na emigracji, zamieszkała w Belgii, gdzie ukończyła na Université Libre de Bruxelles studia dziennikarskie uzyskując tytuł Licence en Journalism i prowadziła działalność naukową. W 1949 otrzymała zaproszenie z Instytutu Europy Południowo-Wschodniej przy Uniwersytecie Ottawy i wyjechała do Kanady, otrzymała tam etat wykładowcy literatury polskiej. W 1951 na Uniwersytecie Montrealskim przedstawiła pracę doktorską pt. „Le roman familial polonais comparé avec le méme genre dans la litératur mondiale”, a po jej obronie przeprowadziła się do Toronto, gdzie przez dwadzieścia pięć lat pracowała zawodowo w Ministerstwie Imigracji i Zatrudnienia. W latach 60. XX-wieku redagowała pierwsze w Kanadzie polskie pismo literackie „Prąd”, od 1961 do 1964 była redaktorem dodatku literackiego do „Głosu Polskiego”. Publikowała na łamach „Kultury”, „Orła Białego”, „Wiadomości”, „Oficyny Poetów” i w „Tygodniku Polskim” równocześnie tworząc szkice, eseje i reportaże o życiu w Kanadzie.
Jej mężem był Adam Tomaszewski (1918-2002) – pisarz, działacz polonijny.

## Twórczość
- „Toronto, Tronto, Trana” (1967);
- „I to jest Meksyk” (1974);
- „Wczoraj i dzisiaj” (1985);
- „Ścieżkami Europy” (1990);
- „Kronika pięćdziesięciu lat. Życie kulturalne polskiej emigracji w Kanadzie” (1995).